# 北京大学退档贫困生事件
北京大学退档贫困生事件是指2019年8月，北京大学在河南省“国家专项计划”招生过程中，将两名已通过第一志愿投档的高考考生退档，引发社会广泛关注与争议的事件。事件被质疑违反程序，损害了教育公平的原则。最终，北京大学回应将按程序申请补录已退档的两名考生。

## 事件背景
“国家专项计划”是中国政府自2012年起实施的一项教育政策，旨在提高中西部和贫困地区学生进入重点高校的比例。该计划为贫困地区设立专项招生名额，通过政策倾斜促进教育公平。
2019年，北京大学在河南省“国家专项计划”理工类招生名额共8人，招生采取顺序志愿投档的方式。

## 退档经过
2019年7月10日，河南省招生办公室在“国家专项计划”投档前，与北京大学招生办公室就生源分布情况进行沟通。第一志愿共有8人报考，与招生名额相等，其中第6名考生高考成绩为667分，第7名为542分，第8名为536分；第二志愿中有两名高分考生，成绩均为671分。
河南省招生办随后将第一志愿8名考生档案投档至北京大学，北大在投档后20分钟内连续三次对第7、8名考生申请退档，该考生最终被退档的理由是“入校后极有可能因完不成学业被退学”。河南招办曾两次拒绝退档请求，回复表示“河南整体生源质量较高，考生基础扎实”。但因北大坚持退档申请并以“遗留问题由高校负责”为由，最终同意退档。北大随后接受了第二志愿中的两名高分考生。由此，北京大学完成了2019年在河南省的“国家专项计划”招生。
齐鲁晚报记者曾致电河南省招生办与北京大学招生办，前者表示“好像有此事”，但未能提供详细回应；后者则要求联系宣传部，而宣传部电话无人接听。该事件的回应流程一度显得不透明，引发公众对信息公开的批评。
据新闻报道，其中一位考生在退档后一度情绪低落并返回高中复读，其同学表示学校曾通知全体学生禁止讨论或传播事件相关信息。事件发生后，疑似当事考生在知乎平台发文，称“自己只是想搏一次”，并对被退档表达失望。该帖子随后被删除，账号也遭到禁言。有自媒体称其本人表示“手机被班主任保管，不希望事态扩大”。

## 社会反响
事件经媒体曝光后引起了社会广泛关注。部分公众认为退档操作有违“国家专项计划”初衷，侵犯了贫困地区考生的合法录取权利。质疑声指出，两名退档考生虽成绩偏低，但已达到该批次控制分数线，并符合招生条件，理应被录取。涉及焦点包括“唯高分是从”的择优理念是否适用于专项计划、招生程序是否应更加透明等。
各界对北京大学的退档决定产生明显分歧。一方面，北大部分招生人员坚持认为退档操作“合规合理”；另一方面，多位教育观察人士和高考专家则指出该行为涉嫌违反招生规则。
《中国经营报》报道指出，被退档的考生高考成绩为538分，虽远低于北京大学在河南的正常录取线（约680分），但超过河南省一本线502分36分，并已位列北大“国家专项计划”在该省的第8名，因此被正式投档。有媒体指出，涉事考生分数当年河南本科一批录取控制线，且已明确在志愿中表示“服从专业调剂”，按照“国家专项计划”的录取规定，原则上应被录取。
北京大学一位负责招生的工作人员对媒体表示，专项计划虽然允许一定降分，但通常不超过30分，而河南省将538分的考生投档至北大是“为完成招生计划而违规投档”，因此北大有权退档，行为无可厚非。他还指出：“高校可以不招满，即使一个都不招也不算违规。”该人士认为，河南招办将成绩低于正常录取线约150分的考生投档至北大“严重违反操作惯例”，北大拒绝接收属“捍卫质量”之举。
然而，教育观察家晨雾则公开反驳该说法，认为北大的做法“绝对违规”。他指出，除非高校提档比例大于100%，否则没有任何政策允许高校仅以成绩偏低为由退档。而国家专项计划属于提前批次，正常本科批次尚未启动，因此根本不存在所谓“投档线可参考”的说法。晨雾强调：“规则就是规则，不能用所谓合理性替代政策依据。”
晨雾还认为，北大应在退档前与考生沟通，由考生自主决定是否接受高难度教学挑战。他批评称：“北大退档不是为考生负责，而是为了维护自身的录取分数线美观。”
21世纪教育研究院副院长熊丙奇指出：若高校已明确计划招收8人，且省级招生部门投出正好8份符合条件的档案，按规则高校不得退档。他认为北大的行为“不合理”，因其违反了集中录取阶段“高校不得拒收符合条件考生”的原则。
部分教育从业者与网友批评北大“以自身标准凌驾国家政策”，质疑其破坏了“国家专项计划”作为教育补偿机制的公平初衷。有观点指出，若贫困地区考生因“分数不够理想”被退档，专项计划的存在将失去意义。
此外，部分北大相关人士对河南整体生源质量的负面评价也引发争议。有招生人员表示：“河南考生质量一般，京沪江浙川才是优质生源。”并以“538分的学生来了可能会跳楼”作为退档理由之一，被指言辞不当、带有地域偏见，引发舆论批评。

## 招生信息泄露与法律责任讨论
在事件过程中，网络流传出一张疑似为招生系统内部的“退档流程图”，该图展示了：
- 北大如何在投档系统中操作退档流程；
- 双方退档申请和回复的具体时间节点（在数分钟内完成）；
- 退档理由为“高考成绩过低，可能无法完成学业”。

图片的泄露引发了对招生系统信息保密性的质疑。据河南省教育厅官方微博 @河南教育 发布的情况说明：
省招办通过网传‘退档流程图’上的IP地址、用户账号等，于7月31日锁定该信息来自某县招办工作用机。经该县查明，系县招办工作人员疏忽大意，考生退档过程信息被他人擅自拍照并上网传播。”
对此，教育学者熊丙奇在接受媒体采访时指出，退档流程图属于高校招生录取的内部流程信息，应保密保存，不得向社会公开，供必要时监察机构或上级主管部门调阅以审查流程是否违规。
熊丙奇表示，该事件中涉事县级招办工作人员由于疏忽导致信息被泄露，可能将面临行政处分。根据教育部《普通高等学校招生违规行为处理暂行办法》第十条，泄露影响录取公正的未公布信息，或考生个人隐私的行为，将被依法依规严肃处理，严重者将移交司法机关。
此外，教育部于2019年下发的《普通高等学校招生工作规定》也明确指出，除明确应向社会公示的信息外，招生环节中涉及考生信息和阶段性保密内容，任何单位和个人均不得擅自泄露，并强调招生全流程必须依法、规范、严谨执行。
舆论普遍认为，此次事件虽因“信息泄露”促成了事实曝光与问题纠偏，但同时也暴露出招生信息管理中的制度漏洞，反映出当前在招生录取环节中，信息保密、流程管理与监督问责之间仍需强化制度保障。
除此之外，网传群聊记录中，被退档考生之一（疑似本人）曾向群内展示过这张退档截图，并称：“我差点成为全国捡漏王。”他还提到：“河南省招办一名杜姓副主任是我班主任的大学同学。”网友与媒体疑问，是否是通过这条“同学关系”，考生本人或学校方面提前得知招生名额情况，从而精准“捡漏”填报；是否存在退档信息或截图通过内部关系传出并流入社会。
《人民日报》旗下媒体刊文指出，尽管河南省招办已就“退档流程图泄露”事件发布情况说明，但该声明存在“语焉不详”“避重就轻”等问题，未能正面回应舆论的核心关切，引发新的舆情波澜。
该评论直指：“退档流程图”泄露仅是众多公众质疑之一，河南省招办却试图将责任集中于“某县招办某工作人员”，而未就信息泄露是否涉及内部关系网、是否存在“精准捡漏”与特殊照顾等关键问题进行回应。评论进一步提及此前舆论中被关注的杜姓副主任与被补录考生班主任之间的同学关系，认为这一问题应被调查并予以澄清。
评论强调，“国家专项计划”的初衷是扶持贫困地区优秀学生，而不是成为不透明操作的灰色地带。如若不对质疑作出清晰交代，将损害制度公信力，影响社会对高考公平的信心。

## 北京大学回应
2019年8月11日，北京大学发布官方回应通报，称学校已第一时间成立专项工作组，对河南省“国家专项计划”招生情况进行了全面核实。招生委员会在听取汇报后认为：
- 被退档的两位考生符合录取条件；
- 退档理由不成立，程序存在不合规之处；
- 经北京大学招生委员会审议，决定按程序申请补录两位退档考生[1][3][10]。

北大同时表示将总结此次事件经验，进一步完善招生流程，严格遵守招生规定，继续落实“国家专项计划”的相关要求，并接受社会监督。
北大在说明中强调，“国家专项计划”是国家促进教育公平的重要措施，学校将继续落实好该计划的相关要求，并严肃对待此次争议，诚恳接受监督与批评，认真总结并完善招生流程制度。
2019年8月15日，@河南教育 官方微博发布声明称，北京大学与河南省招生办公室就补录事宜已达成一致，原退档的两名国家专项计划考生补录工作当日完成。
尽管北京大学宣布补录两名被退档的国家专项计划考生，事件看似告一段落，但相关舆情并未平息，公众仍围绕多个疑问展开热议。《中国青年网》援引潇湘晨报报道称，社会持续关注的核心问题包括以下几个方面：
第一，关于退档截图的来源问题。网络中传播的提档退档系统截图，引发隐私及信息管理问题。虽然河南省招生办后续表示图像系某县招办工作人员疏忽泄露，但公众普遍关心为何关键流程会外泄，以及原本据理力争的招办为何在事件平息后未再发声。
第二，是否对违规操作进行追责。北京大学官方已承认退档处理“不合规”，但外界质疑校方是否依据《普通高等学校招生违规行为处理暂行办法》对具体责任人作出处理，并期待更多问责细节的公开。
第三，考生所在学校新蔡一高的沉默。尽管涉事学生的班主任曾表示“对结果感到高兴”，但校方其余教师对事件普遍保持沉默，甚至有复读班在事件曝光后突然放假。媒体和网友质疑，该校在学生权益受侵害时是否进行了有效维权。
第四，学生本人的沉默问题。媒体发现，疑似考生本人的网络账号曾发帖表达不满，后删除相关内容；录音中学生表示“不想连累学校和老师”，并称手机被班主任代管，引发是否遭受“禁言”压力的质疑。
此外，报道还指出，类似的“断档”现象并非首次发生。清华大学在以往在青海、黑龙江等地执行国家专项计划时也遇到分数较低的考生被投档的情况，说明该类问题具有一定的普遍性。

## 事件影响
此次事件暴露出高校在执行“国家专项计划”中存在的执行标准不统一和程序问题，引发社会对高等教育资源公平分配的进一步反思。尽管教育主管部门未直接表态，但事件促使高校更加重视招生环节的公开、公平与程序合规性。
《人民日报》等媒体评论指出，此次事件引发的核心争议，不仅是北大是否违规，更深层次在于“教育公平”与“高校自主权”的冲突。国家专项计划的初衷是给予贫困地区学生更多机会，允许其在分数线下适当录取，以实现机会平等。但在本次招生中，录取分数相差过大的现象引发了舆论对于“公平边界”的深度讨论。
评论指出，退档的两位考生（542分与536分）与录取的第二志愿考生（均为671分）之间分差超过130分，从“实体正义”的角度看，北京大学原本希望通过“退低分录高分”的方式“兼顾公平与质量”，未减少河南招生名额，也保障了高分考生的入学机会。然而，由于程序上没有赋予高校自由调整顺序的权限，这种做法虽然“合情”，但却“违规”。《观察者网》评论指出，本次事件典型地展现了“程序正义”与“实体正义”的冲突。按照“顺序志愿”规则，只要第一志愿填报北大的考生数量达到招生计划，无论分数高低，高校都应予以录取；因此，北大即便遭遇所谓“小年”，也无权擅自调整录取顺序。根据教育部相关政策，国家专项计划的考生只要符合区域、户籍、学籍等硬性条件，并超过普通类招生所在批次录取控制线，即应具备录取资格。若高校在招生章程中未明确规定“进档不退档”，则仍可能出现退档现象；但通常需具备明确合理的退档理由，如身体受限、专业不服从调剂等。
评论认为，高考志愿与录取过程中的“偶然性”应被尊重。例如，530多分考生被北大提档，虽属分数异例，但并未违反招生政策所设定的底线（一本控制线502分），因此北大理应履行录取责任。评论进一步指出，北大若认为政策存在漏洞，应通过制度渠道推动规则完善，而非“以经验线取代红线”或“以声誉为由规避规则”。
评论提出，舆论围绕此事的分歧，实际上映射出两种公平理念的碰撞：一方坚持程序公正，认为规则未改就必须严格执行，哪怕录取结果存在“看起来不合理”的现象；另一方强调高校质量保障与教育资源效益，主张在规则显现“Bug”的情形下，允许高校灵活应对。
媒体评论还提出关键反思：当前高校是否应该拥有更大的招生自主权？国家专项计划是否需要进一步细化与调整，以兼顾教育公平与教学质量？这些问题凸显了中国高等教育政策在执行层面面临的制度张力。专项计划虽然旨在提升贫困地区学生接受优质教育的机会，但在执行中仍存在诸多问题，包括投档规则设计不够精细、生源质量参差、招生流程不透明等，呼吁改革不能停留在政策发文层面，而需细化执行标准，强化招生环节的公开透明，保障真正意义上的教育公平。
21世纪教育研究院副院长熊丙奇指出，目前高校在集中录取阶段其实“并无太大自主权”，投档考生若符合基本条件且服从调剂，高校原则上应予录取。退档需说明具体原因，否则即属违规。
教育政策研究者吴秋翔则建议，从此次事件可以看出，现有政策存在“以一本线设定重点高校录取底线”的局限性。未来应提升专项计划的政策精准性，在报考条件和录取标准上分层设定，以更好地平衡区域扶持与招生公平。
评论还指出，虽然北大已决定补录，但这并不代表问题的终结。后续还需关注两名学生的学习情况以及类似政策执行中的“程序漏洞”是否会持续存在。
网友观点亦高度分化。一部分人认为，北大有权保障生源质量，若该生录取，将影响学校教学标准；另一部分则强调程序正义与规则契约，批评北大以“难以完成学业”为由退档，涉嫌歧视与违规。还有评论指出，被退档考生将错过一本与二本志愿录取，可能被迫复读，其个人损失缺乏补偿与机制救济。
事件补录之后，在北大校内也引发不同声音。北京大学信息科学技术学院教授张海霞于其微信公众号上发布长文，代表河南籍教师向北大招生老师“道歉”，并称河南招生系统存在“龌龊操作”和“小伎俩”，引发广泛争议。张海霞在文中未明确说明“操作违规”的细节，也未提供具体证据，但表达了对北大招生办在风波中的“辛苦与委屈”的同情，强调事件对学校声誉的负面影响。她还回忆自己曾因信任老乡被招生造假所“坑”，引发网友对地方推荐制度与招生信息真实性的关注。
北京大学的补录决定也在校内学生群体中激起一定争议。部分北大学生在匿名社交平台北大树洞中留言，对补录决定表达强烈不满，甚至对两位低分考生的入学资格进行质疑。这些言论包括“来了北大也读不下去”“会拖后腿”等，部分甚至带有明显的地域歧视与精英主义色彩，引发社会公众反感与批评。有网友表示：“发自己的光就好，不要吹灭别人的灯”、“素质与分数、出身无关”，呼吁尊重教育公平原则，并理性看待专项计划考生。对此，部分北大学生也作出澄清，指出上述言论仅代表极少数个体，不能代表整个北大社群的态度，称“身边大多数同学对此保持理解和包容态度”。这一内部反差，亦引发公众对名校文化氛围与高等教育多样性包容性的深入讨论。

## 后续发展
2024年7月，据报道，2019年在“国家专项计划”中被北京大学退档、后又补录的两位河南考生，自北京大学地球与空间科学学院顺利完成本科阶段学习，并于2023年成功毕业，其中一人已考取该专业研究生，继续在北京大学深造。此消息公开后，引发舆论新一轮讨论，部分网友认为这显示了贫困生在教育公平政策下同样具备完成高水平学业的能力。